# Ruscus hyrcanus
Ruscus hyrcanus jedna od nekoliko vrsta veprine, porodica šparogovke. Raširena je po Iranu Krimu i Transkavkazu (Azerbajdžan), osobito u nizinskim šumama oko Kaspijskog mora. 
Ime vrste dolazi po staroperzijskoj provinciji Hirkaniji, nekad naseljenoj Hirkancima.